# Claude Meillassoux
Claude Meillassoux (ur. 26 grudnia 1925, zm. 3 stycznia 2005) – francuski neo-marksistowski antropolog ekonomiczny, afrykanista.

## Życiorys
Był studentem Georges'a Balandiera, prowadził badania terenowe wśród plemienia Guro na Wybrzeżu Kości Słoniowej. Badał społeczności łowców-zbieraczy, zajmował się rolą kobiet. Przeprowadził badania kontrastywne na temat kontroli reprodukcji w społecznościach łowców-zbieraczy i w społeczeństwach rolniczych. Napisał także porównawcze studium dotyczące niewolnictwa.
W latach 70. krytykował koncepcję "domowych sposobów produkcji" stworzoną przez Marshalla Sahlinsa. Przez całe życie był aktywnym krytykiem społecznej niesprawiedliwości: sprzeciwiał się apartheidowi, pracy dzieci oraz stereotypowemu ujęciu dekolonizacji jako przynoszącej urynkowienie i demokratyzację.